# Ramoneur
Een ramoneur is een stuk gereedschap dat wordt gebruikt door de brandweer om een schoorsteenbrand te doven.
De ramoneur bestaat uit een aantal stukjes stalen ketting van ongeveer 50 cm lang, met aan het eind van die kettingen stukjes hoekijzer.
Door de ramoneur in de schoorsteen tot beneden te laten zakken en deze met rukken weer omhoog te halen, slaat men de in brand staande roet-en kool resten van de schoorsteenwand. Deze deeltjes worden door de collega's beneden opgevangen en afgeblust.
De ramoneur gebruikt men bij vierkante schoorsteenkanalen. Bij ronde schoorsteenkanalen gebruikt de brandweer stalen ronde borstels om de schoorsteenwand mee schoon te krabben/vegen.
De personeelsvereniging van de brandweer Purmerend is vernoemd naar dit stuk gereedschap, "De Ramoneur".